# Emilio Rodríguez Ayuso
Emilio Rodríguez Ayuso foi um arquitecto espanhol. Projectou a Plaza de toros de Madrid, em 1874.
É considerado a principal figura e primeiro impulsionador — junto a Álvarez Capra— do estilo neomudéjar,.

## Bibliografía
- Navascués Palacio, Pedro (1973). Arquitectura y arquitectos madrileños del siglo XX (pdf). Madrid: Instituto de Estudios Madrileños. ISBN 84-500-5868-6